# Maurice Auguste Lippens
Ne doit pas être confondu avec Maurice Lippens.
Pour les articles homonymes, voir Lippens.
Le comte Maurice Lippens, né le 21 août 1875 à Gand et mort le 12 juillet 1956 à Ixelles (Belgique), est un homme d'État belge de tendance libérale.  
Il est ministre d'État, ministre des Chemins de fer, Postes et Télégraphes, ministre de l'Instruction publique, président du sénat, gouverneur de Flandre-Orientale et gouverneur général du Congo belge. Il est également bourgmestre de la commune Moerbeke-Waas. 

## Biographie
Maurice Auguste Eugène Charles Marie Ghislain Lippens, né à Gand le 21 août 1875, est le fils d'Hippolyte Lippens, bourgmestre de Gand, et de son épouse Louise, née de Kerchove de Denterghem. Le 3 juillet 1902, il épouse à Bruxelles Madeleine Pelzer. Il est le grand-père paternel des comtes Léopold et Maurice Lippens. 
Maurice Lippens fait une partie de ses études secondaires à l'Athénée de Gand et les achève à Genève. Il s'inscrit à l'Université de Gand et y obtient le diplôme de docteur en droit. Il complète sa formation universitaire par des séjours à Bonn et à Cambridge . 
Il s'inscrit ensuite au barreau de Gand et exerce son métier d'avocat près la Cour d'appel de Gand. 
En 1904, il y fait ses premiers pas en politique, comme conseiller provincial de la Flandre orientale (jusqu'en 1919) puis, deux ans plus tard, comme conseiller communal et ensuite bourgmestre de la commune de Moerbeke-Waes .  
En 1907,  il est nommé au sein du Conseil d'administration de la Compagnie du Congo pour le Commerce et l'Industrie (CCCI) en remplacement de son père décédé l'année précédente .  
Lors de la Première Guerre mondiale, Maurice Lippens est arrêté par les Allemands en juin 1915 et déporté en Allemagne. Il ne sera libéré jusqu'après l'Armistice le 21 novembre 1918. 
En 1919, il est nommé gouverneur de la Flandre orientale. À ce poste, il réorganise l'enseignement, crée des écoles d'agriculture et d'infirmières ainsi qu'un institut destiné à lutter contre la tuberculose . 
De 1921 à 1923, il occupe le poste gouverneur général du Congo belge. Il y réorganise l'administration, dans l'esprit d'une large décentralisation laissant une autonomie élargie aux provinces et aux districts. Sous l'impulsion du ministre des Colonies, Louis Frank, il réalise un ambitieux programme d'industrialisation de la colonie belge. Il importe, en premier lieu, de développer les voies de communications fluviale et ferroviaire. Le gouverneur général préconise de fusionner les compagnies de transports fluviaux ce qui se matérialisera quelques années plus tard par la création de l'Otraco. De même, la capacité du port de Matadi sur la côte atlantique est accrue et la construction d'installations portuaires à Boma et à Léopoldville est entamée. À cela s'ajoute la construction d'un vaste réseau de routes (telles que la route royale Congo-Nil, celle de Stanleyville à Kilo et celle de Luebo à Bukama) et de routes d'intérêt local. En ce qui concerne les finances de la colonie, Maurice Lippens obtient que le projet de budget du Congo soit établi par le gouverneur général et amendé par la Chambre des représentants. L'enseignement retient également son attention ainsi que les installations de santé. Un nouvel hôpital est construit à Élisabethville, d'autres sont mis en chantier dans son agglomération, les laboratoires de recherche médicale sont renforcés et dotés d'un matériel moderne. Au début de 1923, Maurice Lippens entre en conflit avec son ministre et démissionne . 
Le secteur privé au Congo requiert alors son attention. En avril 1923, il est nommé administrateur de la Banque d'Outremer et, à la fin de la même année, il reprend sa place au sein du conseil d'administration de la CCCI. En 1925, il préside la constitution de la Biaro et de la Sucrière congolaise. À son initiative, celle-ci introduit la culture de la canne à sucre en Afrique centrale . 
Il poursuit parallèlement sa carrière politique. Il est élu sénateur en avril 1925. De 1927 à 1929, il est ministre des Chemins de fer, Postes et Télégraphes dans le gouvernement Jaspar II. À ce poste, il améliore les transports en faisant construire plusieurs malles pour la liaison Ostende-Douvres et crée plusieurs lignes aériennes internationales. Il est ministre des Sciences et des Arts d'octobre 1932 à juin 1934. 
Il est nommé président du sénat de 1934 à 1936. En 1936, il est sénateur coopté. 
Dans les domaines culturel et artistique, il assume en 1935 la présidence du Fonds Albert Ier et fonde en 1939 à Rome l'Academia Belgica . 
Le comte Maurice Lippens a joué un rôle marquant durant l'été 1940 en proposant à l'entourage royal de former un directoire autour du roi Léopold III. Il fut le plus actif des nombreux prétendants à prendre la direction d'un nouveau gouvernement. Il voulut dès juin 1940 reprendre des idées de modifications constitutionnelles déjà discutées peu avant guerre, et créa en août 1940 un « Centre d'études Lippens », avec des dirigeants d'industrie et des hommes politiques catholiques et libéraux. Lui-même était libéral et franc-maçon notoire. Un appel fut lancé à participer, notamment au chef de Rex, Léon Degrelle et des dirigeants du VNV et du Verdinaso, sans succès. Un rapport d'étude fut remis à la Cour en décembre 1940. Selon Jaques Pirenne, qui devint secrétaire du Roi, Maurice Lippens était « féru de fascisme ».  

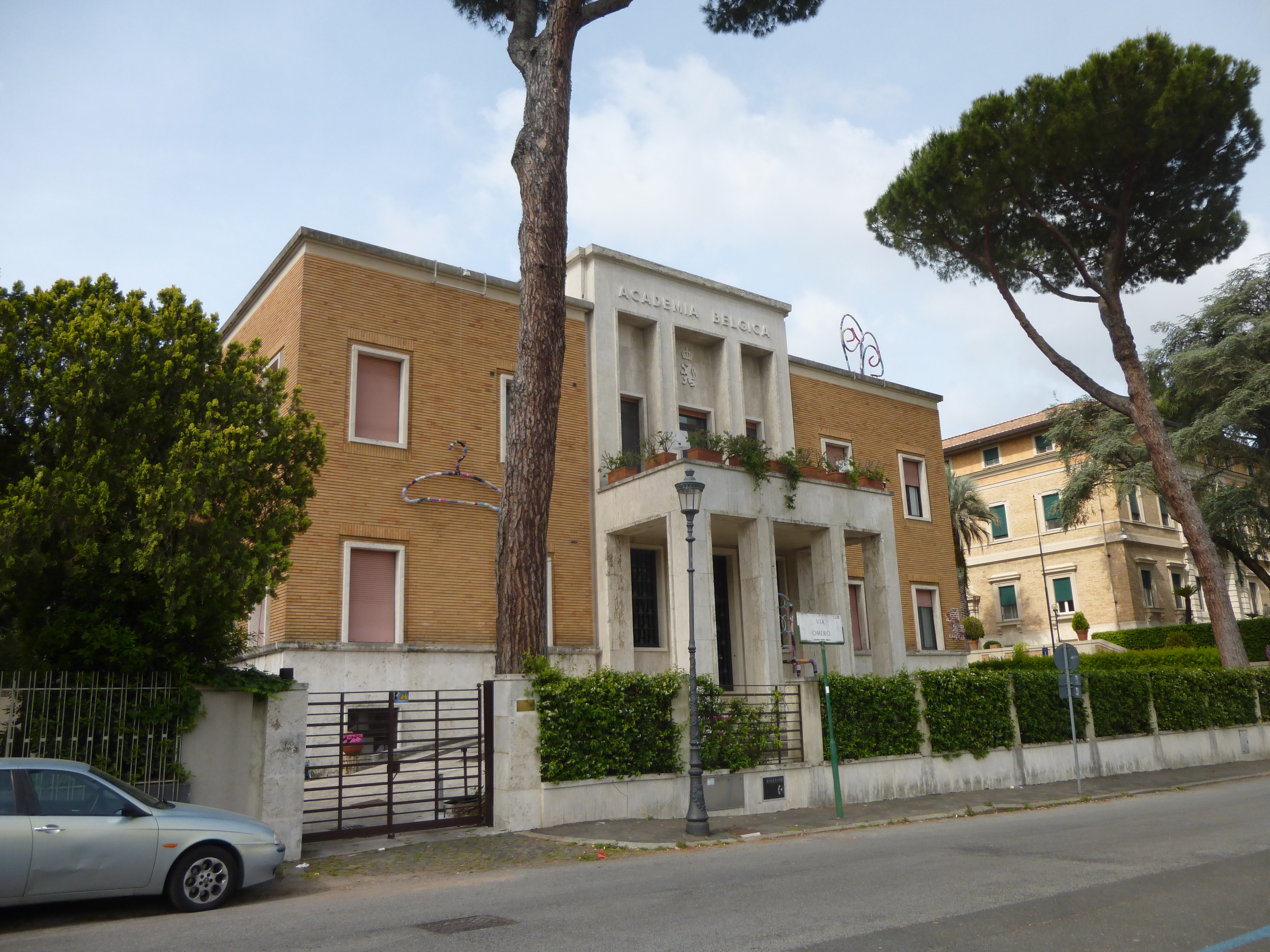
L'Academia Belgica à Rome.

En 1952, il renonce à ses activités dans la CCCI.  
Il a été l'un des fondateurs de la Compagnie du Zoute destinée à la création de la station balnéaire du Zoute. 
Il meurt le 12 juillet 1956 à son domicile à Ixelles et ses funérailles sont célébrées 19 juillet 1956 à l'église Notre-Dame de la Cambre à Ixelles. Il est inhumé au cimetière de Gand. 

## Hommages et distinctions
Le 31 juillet 1934, il est fait ministre d'État. En 1936, il est élevé au titre de comte en récompense de ses services au Congo belge et en Belgique. Par un décret pris en 1949, ce titre devient héréditaire.

### Belgique
- Grand-croix de l'ordre de la Couronne.
- Officier de l'ordre de Léopold.
- Médaille du prisonnier politique 1914-1918.
- Croix civique de 1ère classe.
- Croix spéciale des Mutualistes.
- Médaille commémorative du Centenaire.

### Étranger
- Grand-croix de l'ordre royal de Victoria (Grande-Bretagne)
- Grand-croix de l'ordre du Christ (Portugal) (Portugal)
- Grand-croix de l'ordre de l'Étoile noire (Bénin)
- Commandeur grand-croix de l'ordre royal de l'Étoile polaire (Suède)
- Grand-croix de l'ordre de la Couronne de chêne (Luxembourg)
- Grand-croix de l'ordre de la Couronne d'Italie
- Grand-croix de l'ordre Polonia Restituta (Pologne)
- Grand-croix de l'ordre du Nil (Égypte)
- Grand-croix de l'ordre d'Orange-Nassau (Pays-Bas)
- Grand-croix de l'ordre Al Merito (Chili)
- Grand-croix de l'ordre royal de Saint-Sava (Yougoslavie)
- Grand-croix de l'ordre de l'Étoile d'Éthiopie
- Grand officier de la Légion d'honneur
- Commandeur de l'ordre du Mérite maritime (France)
- Officier de l'ordre de la Couronne du Siam